# Goldbach (Nessetal)
Goldbach – część gminy (Ortsteil) Nessetal w Niemczech, w kraju związkowym Turyngia, w powiecie Gotha. Do 31 grudnia 2018 samodzielna gmina i siedziba wspólnoty administracyjnej Mittleres Nessetal.